# Kemanak

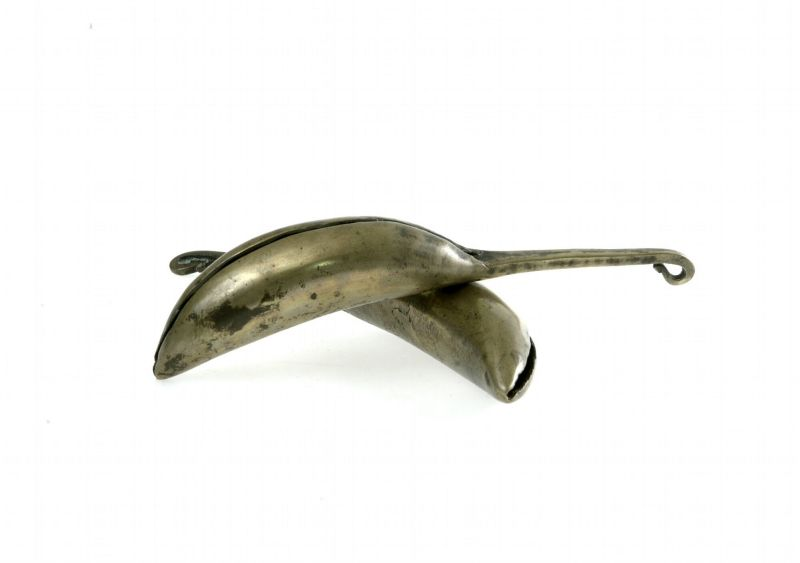
Zwei javanische kemanak. Tropenmuseum, Amsterdam, vor 1958

Kemanak, auch gumanak, kenawak (indonesisch), ist ein in wenigen Ensembletypen (gamelan) auf den indonesischen Inseln Java und Bali gespieltes Aufschlagidiophon, das aus einem an den Längsseiten eingerollten Metallstreifen besteht. Daraus ergibt sich eine geschlitzte Röhre, die an einem gebogenen Handgriff gehalten wird. Die löffelartigen Perkussionsinstrumente werden auf Java mit einem mit Stoff umwickelten Holzstöckchen geschlagen, auf Bali mit einem dünnen Metallstab. Zwei Musiker spielen jeweils abwechselnd ein kemanak, um die kürzesten Einheiten des Taktzyklus zu markieren. Kompositionen mit einem von kemanak strukturierten, festgelegten Zeitmaß heißen gendhing kemanak. Auf Java wird das bananenförmig gekrümmte kemanak in einem gamelan zur Begleitung der höfischen Tanzstile bedhaya und serimpi verwendet und auf Bali gehört das kürzere, gerade gumanak zum altehrwürdigen gamelan gambuh.
Der Name ist seit dem 12. Jahrhundert nachgewiesen, Reliefabbildungen von kemanak sind ab dem 14. Jahrhundert an ostjavanischen Hindutempeln überliefert. Idiophone aus Bronze und vielleicht auch solche vom kemanak-Typ gibt es auf Java seit vorchristlicher Zeit.

## Herkunft

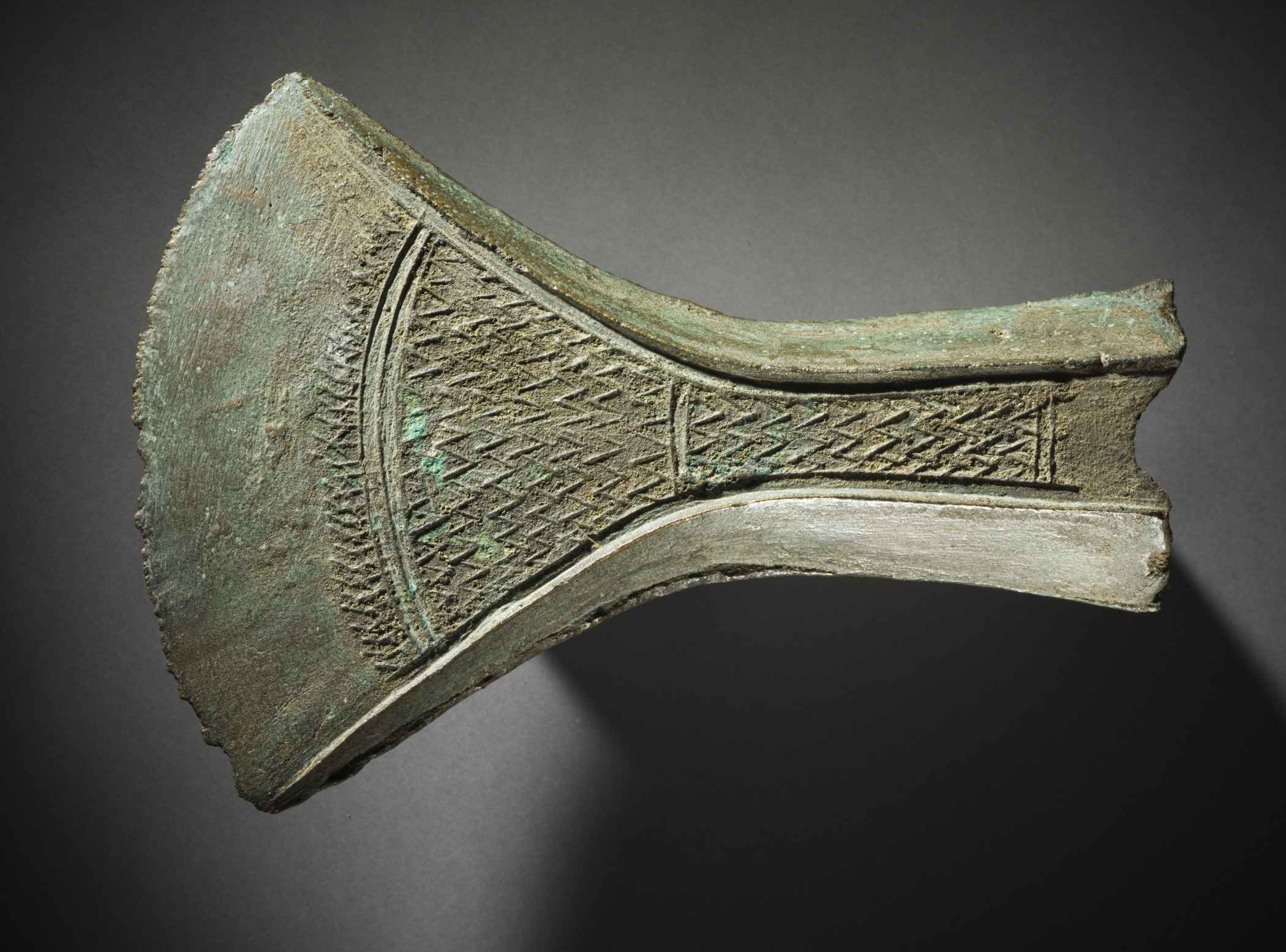
Geschmiedete Bronzeaxt aus Indonesien, 1.–3. Jahrhundert n. Chr. Los Angeles County Museum of Art

Die frühesten Schlaginstrumente waren paarweise zusammengeschlagene Idiophone aus Stein oder Holz (Klappern) ähnlicher Größe oder selbstklingende Körper, die mit einem anderen, nicht klingenden Gegenstand angeschlagen werden (Schlagbalken). Gegenschlagstäbe in den Händen von Tänzerinnen sind um 3000 v. Chr. auf prädynastischen ägyptischen Vasen abgebildet, Klappern sind seit dieser Zeit als archäologische Funde aus Mesopotamien erhalten. Im bronzezeitlichen Babylonien (vor 2000 v. Chr.) gab es stets paarweise gefundene, flach gekrümmte Klappern oder Zimbeln aus Holz oder Bronze, manche mit einem hölzernen Handgriff.
Die bis heute in ganz Südostasien weit verbreiteten Musikinstrumente aus Bambus (Aufschlagidiophone, Rasseln, Röhrenzithern, Flöten) stammen aus der ältesten, bis in die Steinzeit zurückreichenden Kulturschicht. Die frühesten Musikinstrumente aus Bronze sind zeitlich schwer einzuordnen. Lediglich die mit der Dong-Son-Kultur in Südchina in der zweiten Hälfte des 1. Jahrtausends v. Chr. verbreiteten, sogenannten Bronzetrommeln lassen sich ungefähr datieren. In Indonesien kommen Bronzeobjekte in vielen Fundstätten zusammen mit Eisenwerkzeugen vor, also in einem bereits relativ fortgeschrittenen Stadium der Metallverarbeitung, aber mutmaßlich noch vor dem indischen Kultureinfluss, der sich in den ersten nachchristlichen Jahrhunderten bemerkbar macht. Die im Wachsausschmelzverfahren hergestellten, chinesischen Bronzetrommeln waren die Vorbilder für javanische Gongreihen wie kenong und bonang. Frühe Funde gegossener Bronzegongs mit einem hohen Buckel in Java waren offensichtlich nicht als Musikinstrumente geeignet, weshalb vermutet wurde, dass sie unvollendet waren und vielleicht hätten dünnwandiger ausgeschmiedet werden sollen. Jedenfalls begann nach diesen wenig erfolgreichen Versuchen, Bronzegongs zu gießen, auf Java die Entwicklung von mit der Hand geschmiedeten Bronzemusikinstrumenten.
Der niederländische Naturforscher Georg Eberhard Rumpf (1627–1702) erklärte die Herkunft der für die Kulturgeschichte bedeutsamen und für ihre Besitzer mit magischer Macht ausgestatteten Bronzeäxte in Indonesien so: Metallische Dämpfe würden in Wolken zu Bronzeäxten kondensieren und dann mit Blitzschlägen auf die Erde herabfallen, in Form gebracht durch den starken Wind, der stets ein Gewitter begleitet. Auch wenn Rumpf 1682 als erster eine Bronzetrommel unklarer Herkunft als Geschenk zum Großherzog von Toskana sandte, begann ihre eigentliche Erforschung erst Ende des 19. Jahrhunderts. Die Kultur, der sie zugerechnet werden, ist nach dem Dorf Đông Sơn in Nordvietnam benannt, bei dem 1924 die ersten Bronzeobjekte in Südostasien ausgegraben wurden. Die alten indonesischen Bronzeobjekte bestehen zu rund 75 Prozent aus Kupfer und zu 25 Prozent aus Blei. Es gab nur wenige Kupferlagerstätten auf den Inseln; Bronze war daher selten, teuer und musste überwiegend importiert werden. Gussformen zur Herstellung der typischen Dong-Son-Trommeln wurden auf Java nicht gefunden.
Die frühesten Funde von bronzenen Musikinstrumenten gelten zeitlich und typologisch als vorhinduistisch, waren also vor dem indischen Kultureinfluss vorhanden, den vermutlich aus Südindien stammende Siedler in den ersten nachchristlichen Jahrhunderten in den Malaiischen Archipel brachten. Im Verlauf des 5. Jahrhunderts ließen sich indische Einwanderer auf Java nieder. Die wohl älteste bekannte Darstellung hindu-javanischer Musikinstrumente sind kleine Bronzeglocken in einem Relief an einem Tempel auf dem Dieng-Plateau vom Ende des 7. oder Anfang des 8. Jahrhunderts. Wenig später entstandene Tempel auf dem Dieng-Plateau zeigen eine breite Palette indischer und javanischer Musikinstrumente. Die ältesten Abbildungen von kemanak finden sich am Haupttempel des ostjavanischen Candi Penataran (bei Blitar), der in der Mitte des 14. Jahrhunderts während des Majapahit-Reichs entstand. Der neben dem kemanak-Spieler abgebildete Musiker schlägt mit einem hakenförmigen Stock in der rechten Hand einen mit der linken Hand gehaltenen kleinen Gong (beri). Weitere musizierende Figuren werden mit kleinen Zimbeln, der Buckelgongreihe reyong, dem Trogxylophon gambang aus Bambusplatten, einer geraden Trompete (oder Kegeloboe) und einer vermutlich einfelligen, mit einem Stock geschlagenen Trommel gezeigt. Auf ostjavanischen Reliefs dieser Zeit ist ferner eine mehrsaitige Zither als Vorläufer der heutigen celempung zu sehen.
Die aus der Zeit des Kediri-Reiches (1042–1222) und des nachfolgenden Singhasari-Reiches (1222–1292) in Ostjava gefundenen Bronzeobjekte, darunter kemanak im Distrikt Malang sowie Bronze-Schlitztrommeln und hängende Glocken, entsprechen den Abbildungen an den Tempeln. Die auf Inschriften und in der Literatur belegten Namen von Musikinstrumenten sind älter als die Reliefdarstellungen. Das Wort kemanak wird erstmals im ostjavanischen Lehrgedicht Wretasancaya aus der Mitte des 12. Jahrhunderts erwähnt; des Weiteren sind bis heute etwa die Bambusröhrenzither guntang (im Kidung Sunda kurz nach 1357 erwähnt) und die Rahmentrommel terbang (Smaradahana, 1135 datiert) namentlich bekannt. Andere Quellen aus dem 12. bis 16. Jahrhundert, in denen kleine Ensembles mit Bronzeschlaginstrumenten zur Begleitung von Schattenspielen (wayang kulit) genannt werden, sind das Baratayuda (eine Bearbeitung des indischen Epos Mahabharata) und das Wangbang Wideya (eine Erzählung aus dem javanischen Panji-Zyklus). Jaap Kunst (1960) zufolge dürfte das kemanak mit großer Wahrscheinlichkeit wesentlich älter sein und der Instrumententyp könnte bis in die Dong-Son-Kultur der vorchristlichen Zeit zurückgehen, auch wenn hierfür keine konkreten materiellen Belege vorliegen.

## Bauform
Zur Herstellung eines kemanak wird ein dickes Metallblech, dessen Fläche ein breites Oval mit einer schmalen Verlängerung als Stiel bildet, zu beiden Seiten so eingerollt, dass sich die Längskanten gegenüber stehen und lediglich ein Schlitz zwischen ihnen offen bleibt. In der Seitenansicht entsteht beim javanischen Typ, der etwa 20 Zentimeter lang ist, die Form einer Banane, die mit dem gebogenen Stiel zu einem Löffel wird. Das balinesische gumanak ist nur 13 Zentimeter lang und besteht aus einem geraden, zylindrisch aufgerollten Blechstreifen. Annähernd zylindrisch mit einem schräg abgehenden Stiel sind auch die im ostjavanischen Malang gefundenen Exemplare. Nach der Tonerzeugung bilden beide Varianten eine sehr kleine Schlitztrommel. Kemanak werden allgemein aus Bronze hergestellt, manchmal aus Kupfer, regional in Westjava aus Eisen und auf Bali aus Bronze oder Eisen.
Funktionell vergleichbare kleine Perkussionsinstrumente sind Zimbeln, die auf Java kaum vorkommen. Die javanischen chiyeyek, die in wenigen gamelan verwendet werden, sind zwei Zimbeln, von denen eine auf einem Holzgestell fixiert ist. Der Musiker hält die andere Zimbel in der Hand und schlägt sie flach von oben auf die befestigte Zimbel. Häufiger sind die balinesischen cengceng, die aus zwei gebuckelten Becken bestehen, die mit der Öffnung nach oben auf einem hölzernen Unterbau befestigt sind. Der Spieler schlägt sie mit ihren Gegenstücken, die er an Holzgriffen in den Händen hält. Die cengceng werden unter anderem im beliebten gamelan beleganjur gebraucht. Kleinere Varianten heißen rincik.
Einzelne Glocken (genta, von Sanskrit ghanta) werden in den javanischen gamelan längst nicht mehr verwendet; außerhalb der höfischen Ensembles sind unterschiedliche Größen und Formen von Schellen unter dem javanischen Namen klintingan weit verbreitet. Das Gegenstück zum europäischen Schellenbaum ist ein Holzständer, an dem in mehreren Etagen Glöckchen aufgehängt sind. Als gentorag gehört der Schellenbaum zum altertümlichen Dreiton-Gamelan kodok ngorek auf Bali.

## Spielweise
Das javanische kemanak war den Angaben von Jaap Kunst (1973) in der ersten Hälfte des 20. Jahrhunderts bereits relativ selten. Nur noch wenige Exemplare gab es von einem anderen kleinen Idiophon aus Bronze namens cheluring (celuring). Dieses bestand aus einer Reihe von Bronzetassen, die auf einem Holzbrett festgenagelt sind. Ein Set mit zwei und mit sieben gestimmten Tassen ist aus Yogyakarta bekannt. Sie wurden im Kraton in einem gamelan mit einem Metallstab angeschlagen. Zur Zeit der hinduistischen Reiche auf Java (bis Anfang des 15. Jahrhunderts) waren die Tassen nicht auf ein Holzbrett montiert, sondern wurden von Tänzern in den Händen gehalten und paarweise gegeneinander geschlagen. In dieser Verwendung sind cheluring häufig in Tanzszenen auf Reliefs am buddhistischen Tempel Borobudur (8./9. Jahrhundert) und an der hinduistischen Tempelanlage Prambanan (9. Jahrhundert) dargestellt. Zeitgenössische Namen waren vermutlich tuwung und churing. Wie beim cheluring änderte sich im Verlauf der Jahrhunderte auch die Spielweise des kemanak: Ursprünglich gegeneinander geschlagen wurden die Klangkörper später einzeln mit einem Schlägel angeschlagen.
In Zentraljava und in der Region Sunda (Westjava) werden kemanak paarweise von zwei Musikern gespielt. Jeder Musiker hält ein kemanak in der linken Hand und schlägt es mit einem am oberen Ende dick mit Stoff umwickelten, hölzernen Stock (tabuh), wie er auch zum Spielen des bonang verwendet wird. Gleich nach dem Schlag bewegt er die Hand mit dem kemanak schnell nach oben und überdeckt dabei mit dem Daumen den Schlitz, wobei die Tonhöhe ansteigt. Beide kemanak werden üblicherweise alternierend geschlagen. Die Tonhöhen variieren stark und ebenso das Intervall zwischen den Instrumenten, das von einer verminderten Sekunde bis zu einer Quarte beträgt. Auf Bali werden die kleineren gumanak mit Metallstäben geschlagen.

### Bedhaya und Serimpi

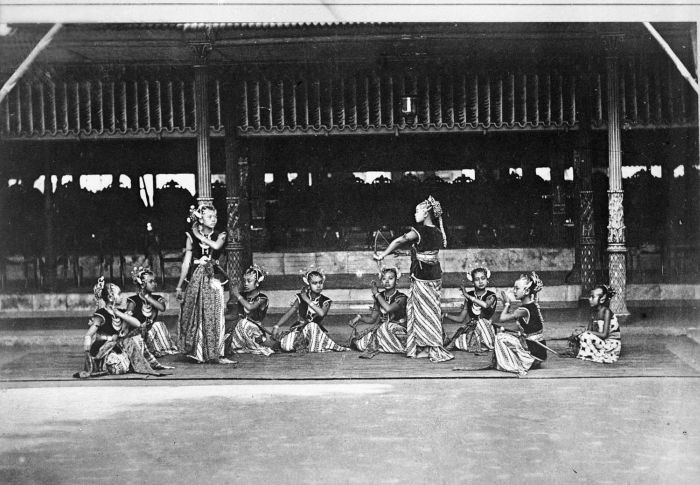
Bedhaya-Tänzerinnen im Kraton des Sultans von Yogyakarta, um 1884.

Kemanak werden nicht zur Melodiebildung eingesetzt. Im Orchester sind kemanak kolotomische (interpunktierende) Rhythmusinstrumente und geben während des gesamten Musikstücks in regelmäßigem Wechsel die betonten Zählzeiten an. In den traditionellen, zentraljavanischen Herrschaftszentren Yogyakarta und Surakarta gehören kemanak zum alten Begleitensemble der rituellen höfischen Tänze bedhaya (auch bedaya, bedaja) und serimpi (srimpi). Das gamelan für beide Tanzstile verfügt über eine beschränkte Auswahl der üblichen Instrumente und besteht lediglich aus der großen, zweifelligen Fasstrommel kendang gending, der kleineren Fasstrommel ketipung und als kolotomische Instrumente einen hängenden großen gong ageng, einen liegenden Kesselgong kenong, einen liegenden Buckelgong ketuk und ein Set kemanak. Ein Melodieinstrument (rebab oder suling) fehlt. Die Melodie wird ausschließlich von einem Chor beigesteuert, der früher aus etwa sechs Frauen bestand und sich heute auch aus Männern zusammensetzt. Die beiden kemanak haben nur die Funktion, die Zeiteinheiten zu unterteilen, ihre Tonhöhen sind nicht mit der Stimmung der übrigen Instrumente abgeglichen.
Bedhaya gehört zu den ältesten javanischen Tanzstilen, über die jedoch erst seit dem 16. Jahrhundert brauchbare Quellen existieren; er wird im Fürstenhof von Yogyakarta und seit dessen Erlaubnis 1918 auch außerhalb in der Stadt aufgeführt. Dagegen beharrt der Kraton von Surakarta auf dem alleinigen Aufführungsrecht, weshalb viele der dortigen Tanzstile seit der zweiten Hälfte des 20. Jahrhunderts vom Aussterben bedroht sind und kaum noch dargeboten werden. Es gibt unterschiedliche Lieder für den bedhaya-Stil. Die heiligste Tanzmelodie ist der Bedhaya Ketawang. Nach der Legende offenbarte vor langer Zeit Kanjeng Ratu Kidul, genannt Ratu Laut Selatan („Königin der Südsee“) mit diesem Lied und diesem Tanz ihre Gefühle und Zuneigung gegenüber Sultan Agung („Großer Sultan“), gemeint ist der von 1613 bis 1645 regierende Herrscher des islamischen Sultanats von Mataram, in dessen Zeit der Tanz entstand. Der Begründer des Sultanats von Mataram, Sutawijaya (auch Panembahan Senopati, reg. 1587–1601) soll sich öfters zur Meditation ans Meeresufer des Seganten Kidul (javanisch „Südlicher Ozean“) begeben haben, um dort Inspirationen von der Meeresgöttin zu empfangen. Eines Tages besuchte er sie in ihrem Palast auf dem Grund des Meeres und sie verliebte sich in ihn und tanzte vor ihm. Aus dieser Geschichte ersann Sultan Agung, ein Nachkomme von Sutawijaya, den Bedhaya Ketawang. Wegen der Verbindung mit der gefürchteten Südseegöttin wurde früher über den Tanz außerhalb des Palastes kaum gesprochen, er durfte nur an besonderen Jahrestagen aufgeführt werden und die Tänzerinnen – in der sakralsten Aufführung mussten es genau neun sein – gehörten entweder zur Fürstenfamilie oder waren anderweitig sorgfältig ausgewählt. Bedhaya-Tänze galten als sakral und zugleich als Zeichen der Herrschermacht. Falls im Zusammenhang mit der Aufführung rituelle Gebote verletzt würden, befürchtete man schlimme Strafen.
Eine bedhaya-Darbietung erhält ihren Reiz durch die harmonische Beziehung zwischen den ruhigen, eleganten Tanzbewegungen, die keine Geschichte erzählen, den langgedehnten, freirhythmischen Melodien des Chores und den punktierenden Schlaginstrumenten. Der charakteristische, glockenartige Klang des kemanak kennzeichnet das hohe Alter des Stils. Da es im Unterschied zu den modernen Versionen von bedhaya und serimpi (sowie wayang-Aufführungen) beim Bedhaya Ketawang keinen Taktgeber keprak (Holzkasten-Schlitztrommel entsprechend dem Zimbelpaar an einem Holzkasten kecrek) gibt, orientieren sich die Tänzerinnen an gong agung, kemanak und kendang.
Der serimpi-Tanzstil (auch srimpi) gehört wie der bedhaya zu einer gepflegten (alus), höfischen Tradition, die als kulturelles Ideal gilt. Er war früher ebenfalls im Alleinbesitz der Fürstenhäuser und verfügt über eine entsprechende rituelle Bedeutung. Für beide Stile gibt es viele Stücke und jederzeit können neue Melodien komponiert und Tänze choreografiert werden. Bekannte serimpi-Tänze sind Serimpi Pandelori und Serimpi Hadiwulangu. Tanzbewegungen, Instrumentalbegleitung und Chor sind beim bedhaya und serimpi stilistisch ähnlich. Anstatt neun treten beim serimpi üblicherweise nur vier Tänzerinnen auf. Diese agieren ausdrucksstärker als beim bedhaya und stellen eine Spielhandlung dar, in der jeweils zwei Tänzerinnen in parallelen Bewegungen eine Figur verkörpern. Die Körperbewegungen sind stilisiert, auch Kampfszenen müssen mit kontrolliert-langsamen Bewegungen und einem „edlen“, starren Gesichtsausdruck dargeboten werden.
Beim Serimpi Anglir Mendung werden die beiden kemanak nach Ernst Heins (1967) während des gesamten Stücks mit gleichbleibendem Tempo alternierend nach dem Muster geschlagen: [1] 2 1 2 – [1] 2 1 2 – [1] 2 1 2 – [1] 2 1 2 – [1] 2 1 2 … . Die Schläge [1] werden stumm ausgeführt oder bleiben unhörbar, denn sie fallen mit den Schlägen der anderen kolotomischen Instrumente zusammen, aufeinander folgend: gong ageng und kenong – ketuk – wela – ketuk – kenong. Hierbei ist wela der Name des Taktschlags, bei dem ein kemanak auch auf [1] hörbar ist.

### Gambuh

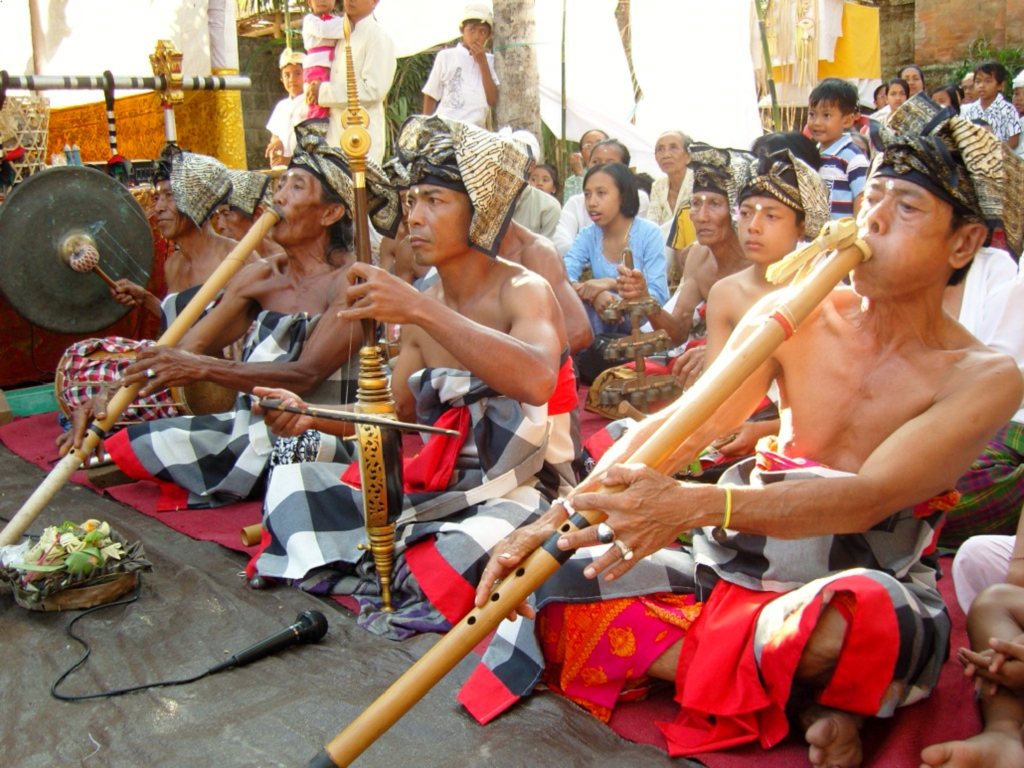
Gamelan gambuh im Dorf Budakeling, Regierungsbezirk Karangasem, Ostbali. Zwei der extrem langen Flöten suling in anstrengender Spielhaltung, dazwischen eine Stachelfidel rebab, links ein Gong kempur, Bildmitte hintere Reihe ein Schellenbaum gentorag.

Das gambuh gilt als die älteste Form des balinesischen Tanzdramas, in welchem vorislamische Formen bewahrt werden, die mit den Kultureinflüssen des ostjavanischen Reiches Majapahit im 15. und 16. Jahrhundert nach Bali kamen. Mit dem gambuh gelangten Erzählhandlungen (vor allem die Legende des javanischen Prinzen Panji) und die enge Interaktion zwischen Tanzbewegungen und Musik in die balinesischen Tanzstile. Das begleitende gamelan gambuh (oder pagambuhan) geht unmittelbar auf die ältesten höfischen Musikstile Javas zurück, wie sie in der altjavanischen Literatur (9. bis 13. Jahrhundert) belegt sind. Namensgebend für das Ensemble war die lange, tief tönende Längsflöte suling gambuh. Zwei bis vier dieser Flöten werden mit Zirkularatmung unisono als Melodieinstrumente gespielt. Ebenfalls unisono mit den Flöten spielt eine Stachelgeige rebab. Auf den früher im gamelan gambuh üblichen Männerchor wird heute verzichtet. Das führende Rhythmusinstrument ist die Fasstrommel kendang lanang, deren Spieler als Dirigent für Musiker und Tänzer fungiert. Die kendang lanang gibt das Tempo und die Wechsel der Dynamik vor und spielt mit der zweiten Trommel, der kendang wadon, ein verzahntes rhythmisches Muster. Die weiteren kolotomischen Instrumente sind zwei rincik (ricik, auch ceng-ceng, Handzimbeln), kajar (liegender Gong), gentorag (Schellenbaum), zwei kangsi (Gabelbecken) und zwei gumanak. Das Ende einer musikalischen Phrase wird vom hängenden Gong kempur markiert. Das gamelan gambuh begleitet dieselben Erzählungen, wenn sie – was gegenwärtig nicht mehr der Fall ist –  als Schattenspiel (wayang gambuh) aufgeführt werden.
Die Rhythmusinstrumente des gamelan gambuh sind insgesamt kleiner und weniger zahlreich als beim aus rund 40 Schlaginstrumenten bestehenden, großen gamelan gong kebyar. Das Sieben-Ton-Gamelan (pelog) gamelan gambuh produziert die komplexeste musikalische Form aller balinesischen Ensembles. Es ist damit schwierig zu erlernen und wird nur noch selten aufgeführt, obwohl es den Ausgangspunkt für die meisten balinesischen Musikstile darstellt.

## Verbreitungstheorien
Das kemanak spielte bei Vertretern des Diffusionismus eine Rolle, einer bis in die Mitte des 20. Jahrhunderts diskutierten Theorie, wonach weit zurückliegende Wanderungsbewegungen von Völkern für die Ähnlichkeit kultureller Phänomene in verschiedenen Regionen weltweit verantwortlich sein sollen. Auf Südostasien bezogen stellten die heute im Wesentlichen als überholt geltenden Theorien von Robert Heine-Geldern eine Grundlage innerhalb der Kulturkreislehre für Überlegungen zur Verbreitung von Musikinstrumenten und Tonskalen dar, auf die sich neben anderen auch Jaap Kunst berief. Heine-Geldern (1951) postulierte etwa eine „pontische Wanderung“ spätestens im 9. Jahrhundert v. Chr. von Völkern aus dem Balkan und der kleinasiatischen Schwarzmeerregion nach Südostasien. Diese Theorie sollte nach Jaap Kunst auch erklären, weshalb auf dem Balkan aus Getreidehalmen gefertigte, idiochorde Röhrenzithern als Kinderspielzeuge vorkommen, die instrumentenkundlich südostasiatischen Bambusröhrenzithern wie der guntang auf Bali und der kolitong im Norden der Philippinen entsprechen. Ebenso wollte Jaap Kunst den zweistimmigen Gesang im Osten der Insel Flores mit der Iso-Polyphonie auf dem Balkan verknüpft wissen.
Vor diesem Hintergrund ist Jaap Kunsts Beitrag The Origin of the Kemanak (1960) zu sehen, in welchem er das bananenförmige Idiophon, dessen spezifische Form zweifellos keiner akustischen Notwendigkeit verpflichtet sei, mit einem ähnlich gebogenen, ebenfalls paarweise gespielten Instrument der zentralafrikanischen Fang in Beziehung stellte. Der Vergleich mit derselben Spielweise von zwei Exemplaren einer bananenförmigen, hölzernen Schlitztrommel (kende) der westafrikanischen Kissi basiert auf einer Beschreibung von André Schaeffner (1951). Schaeffner fand eine von Kindern gespielte Variante dieses Instruments aus Bambus, die ein einfacherer Vorläufer des Holzidiophons sein könnte und deren Material einen weiteren Verweis auf die zahlreichen südostasiatischen Schlaginstrumente aus Bambus ermöglichte.
Neben Jaap Kunst stellten Hugh Tracey (1903–1977), Heinrich Husmann (1908–1983) und andere zahlreiche Parallelen zwischen indonesischen und afrikanischen Musikinstrumenten fest. Die ideologischen Grundlagen für die Annahme eines umfassenden Kulturtransfers von außerhalb des Kontinents nach Afrika (und zur Rechtfertigung des europäischen Kolonialismus) schuf wesentlich Henry Hamilton Johnston (1899), der erklärte, neben den Haustieren seien Trommeln und alle sonstigen, auf höherer Stufe als der Musikbogen stehenden Musikinstrumente aus Ägypten nach Afrika gekommen. Musikethnologen konzentrierten sich auf den Kulturimport von Indonesien, der auf dem Seeweg Afrika erreichte. Erich Moritz von Hornbostel (1911) kümmerte sich als erster speziell um den musikalischen Anteil des indonesischen Kultureinflusses auf Afrika. Ein solcher Einfluss wird heute lediglich für Madagaskar als gesichert vorausgesetzt, wo als bekanntes Beispiel des Kulturtransfers die Bambusröhrenzither valiha vorkommt.
Während es den frühen Forschungen an Detailkenntnis zu afrikanischen Musikinstrumenten mangelte, konnte Arthur Morris Jones (1964) entsprechende Vergleiche von Instrumenten und Tonsystemen auf eine breitere Materialbasis stellen. Die javanischen Tonleitern pelog und slendro sollen demnach nach Afrika gebracht worden sein, eine Theorie, für die Fritz Bose nach Abwägung gewisser Abweichungen der Tonstufen Verständnis zeigt. Hornbostel postulierte im Rahmen seiner Kulturkreislehre eine indonesische Herkunft der afrikanischen klöppellosen Glocken. Jones wiederholt nun die Vergleiche westafrikanischer und südostasiatischer Bambusschlaginstrumente und beschreibt die in Westafrika weit verbreitete, klöppellose Doppelhandglocke vom Typ der gankogui, die er zum kemanak in Beziehung setzt. Beide haben jedoch in ihrer Form kaum etwas gemein, wie Roger Blench (1982) bemerkt.

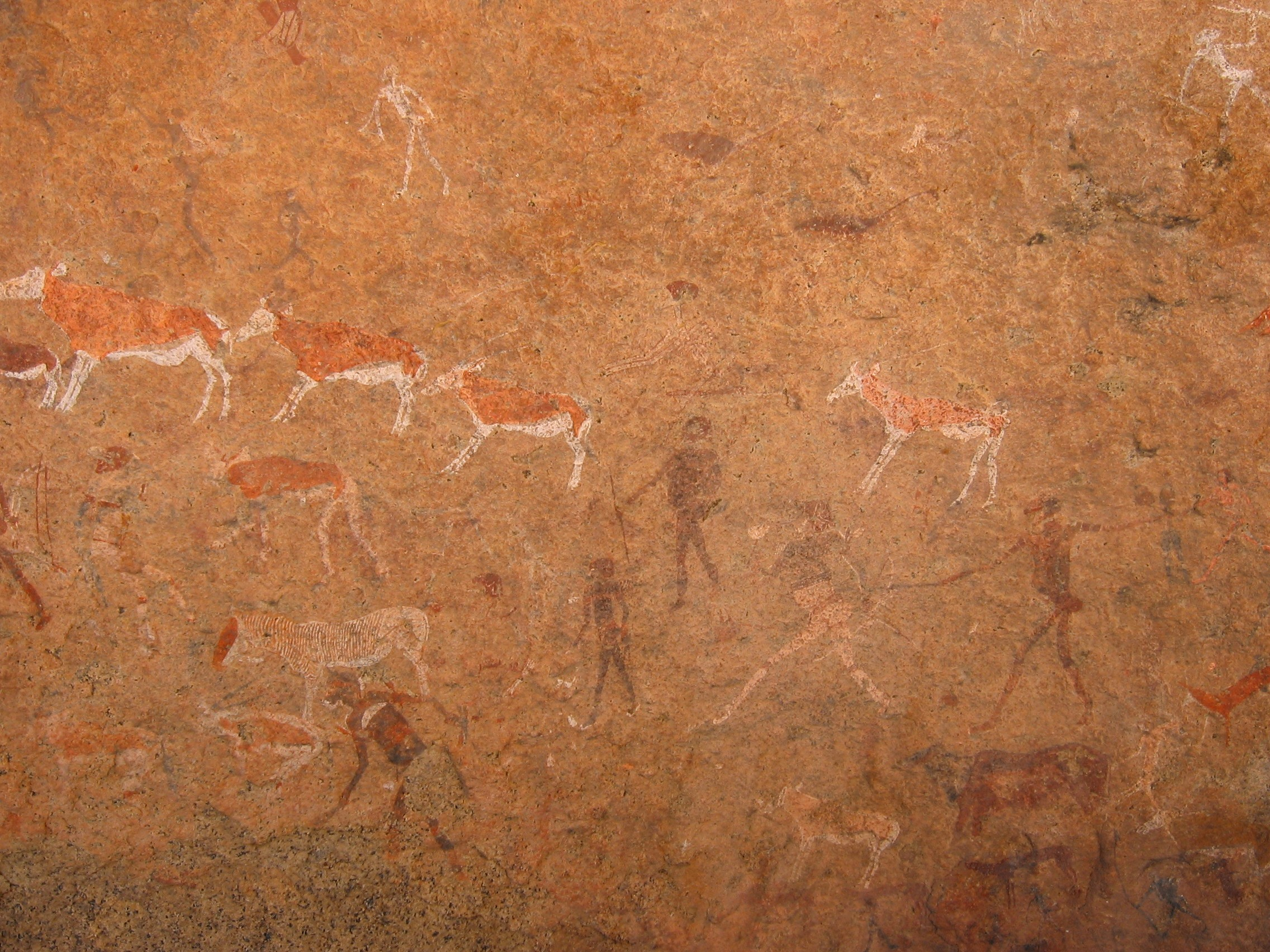
Felsmalerei im Brandbergmassiv, Namibia. „Weiße Dame“ von „Jünglingen“ umgeben, von denen einer (nicht abgebildet) „kemanak“ in der Hand hält.

Tatsächlich dem kemanak ähnlicher ist das von Jones erwähnte Schlaginstrument aus geschmiedetem Eisen atoke (auch toke) in Ghana, das aus einem aufgebogenen Kreissegment besteht, wie eine aufgehende Blüte aussieht und in der Handfläche gehalten wird. Das atoke bringt mit einem Eisenstab angeschlagen wie die gankogui eine bestimmte Tonhöhe hervor und wird paarweise gespielt. Jones übernimmt für die Gleichsetzung atoke – kemanak Jaap Kunsts Beschreibung. Was Jones für eine in mehreren Regionen Afrikas verbreitete, „sehr spezialisierte Form einer Metallglocke derselben Gestalt“ wie das kemanak hält, ist für Roger Blench hingegen nur auf ein kleines Gebiet in Afrika beschränkt und von sehr allgemeiner Ähnlichkeit. Die in diesen Zusammenhang gestellte sprachliche Herleitung der Kissi-Schlitztrommel kende von javanisch genta („Glocke“) erscheint ebenfalls bemüht.
Jaap Kunst verließ sich bei seiner Suche nach dem Ursprung des kemanak auf die Veröffentlichungen des französischen Prähistorikers und Priesters Henri Breuil (1877–1961), der im Brandbergmassiv in Namibia prähistorische Felsmalereien untersuchte und eine „Weiße Dame“ genannte Zeichnung – nach heutigem Kenntnisstand fälschlich – als Göttin oder Priesterin interpretierte. Breuil glaubte anhand der Kleidung und Körperhaltung der Figur einen Zusammenhang mit altmediterranen Darstellungen im Palast von Knossos auf Kreta aus dem 3./2. Jahrtausend v. Chr. zu erkennen. Vertreter dieser frühen Kultur des Mittelmeerraums sollen Breuil zufolge über Ostafrika bis nach Namibia vorgedrungen sein. In der Umgebung der von Breuil zwischen 1600 und 1200 v. Chr. datierten „Weißen Dame“ sind weitere Figuren abgebildet, die nach heutiger Deutung zu einer Jagdszene gehören. Jaap Kunst meinte, in der Hand eines dieser um die „Weiße Dame“ versammelten „Jugendlichen“ zweifelsfrei zwei kemanak zu erkennen. Damit waren für ihn Herkunft und Verbreitung des kemanak klar: vom prähistorischen Mittelmeerraum nach Westafrika, nach Südafrika und bis nach Südostasien.